# Mariam al-Asturlabi
Màryam al-Asturlabiyya (àrab: مريم الأسطرلابية, Maryam al-Asṭurlābiyya), també coneguda com al-Ijliyya bint al-Ijlí al-Asturlabí (àrab: العجلية بنت العجلي الأسطرلابي, al-ʿIjliyya bint al-ʿIjlī al-Asṭurlābī), va ser una astrònoma i fabricant d'astrolabis d'Alep, actualment al nord de Síria.

## Biografia
Era filla d'un fabricant d'astrolabis conegut com al-Ijlí al-Asturlabí. Segons Ibn an-Nadim, Màryam al-Asturlabí va ser aprenent (tilmidha) de Muhàmmad ibn Abd-Al·lah Nastulus.
Màryam al-Asturlabiyya va desenvolupar i fabricar astrolabis, un instrument astronòmic per a la navegació, durant el segle x. Va treballar al servei de Sayf-ad-Dawla, emir d'Alep, que va governar del 944 al 967.
Poca cosa més se'n sap. Fins i tot el seu nom, Màryam, no es troba documentat a les fonts de l'època. I la seva nisba, al-Asturlabiyya simplement significa ‘fabricant d'astrolabis' i, per tant, només n'indica la professió.

## Premis i reconeixements
A l'asteroide del cinturó principal 7060 Al-'Ijliya, descobert per Henry I. Holt a l'Observatori Palomar l'any 1990, se li va posar aquest nom en el seu honor. El nom de la cita es va publicar el 14 de novembre de 2016 (M.P.C. M.P.C. 102252).